# Puraka II
Puraka II is een bestuurslaag in het regentschap Langkat van de provincie Noord-Sumatra, Indonesië. Puraka II telt 725 inwoners (volkstelling 2010).